# Carter (seriál)
Carter je kanadský dramatický televizní seriál vytvořený Garrym Campbellem, který mel v Kanadě premiéru 15. května 2018 na stanici Bravo. V hlavní roli se představí Jerry O'Connell jako Harley Carter, kanadská hvězda populárního krimi seriálu, který se vrací do rodného města poté, co zažil osobní a profesní krach. Ve spolupráci s policejním detektivem se ale snaží využít své herecké zkušenosti k řešení skutečných zločinů.
V seriálu dále hrajou Sydney Tamiia Poitier jako Carterova kamarádka z dětství a policistka Sam Shaw, Kristian Bruun jako majitel zastávky pro kamiony Dave Leigh, stejně jako John Bourgeois a Sherry Miller. Seriál byl vytvořen společností Amaze Film and Entertainment a natočen v North Bay v Ontariu v roce 2017.
Seriál se také vysílá v USA na stanici AXN a ve Spojeném království na stanici UKTV.
Ve střední Evropě (včetně České republiky) měl seriál premiéru 11. dubna 2018 na stanici AXN.

## Obsazení

### Hlavní role
- Jerry O'Connell jako Harley Carter
- Sydney Tamiia Poitier Heartsong jako Sam Shaw
- Varun Saranga jako Vijay Gill
- Matt Baram jako Wes Holm
- Kristian Bruun jako Dave Leigh
- Brenda Kamino jako Dot Yasuda

### Vedlejší role
- John Bourgeois jako Angus Pershing
- Denis Akiyama jako Koji Yasuda
- Joanne Boland jako Nicole Walker
- Sherry Miller jako starostka Grace Hamilton

- Christian Bako jako Ross Kymlicka

- Carter Belanger jako Jimmy Hinton

- Steve Belford jako Colin Ray

- Michael Vincent Dagostino jako Ed Renfrew

- Stephen Huszar jako Steven Gattner

- Morgan David Jones jako Trevor Dunn

- Sidney Leeder jako Penny Rickson
- Chris Farquhar jako policista Rafalski

- Alexander Mandra jako Belko
- Lisa Norton jako Brenda

- Corey Pascall jako Shane

- Michael James Regan jako Xavier Morton

- Benjamin Robitaille jako Kyle

- Kelly Van der Burg jako Monica Emmory

- Emily Wilder jako Abigail Childress

- Mary Ashton jako Michelle Tee

- Stephanie Belding jako Lana Horvath

- Greg Calderone jako Greg Karmazin

- Tina Jung jako Patty Lentl

- Scott McCord jako Craig Rykart

- Philippe Poirier jako Dennis Lemash

- Amanda Thomson jako Rachel Ellig

- Jennifer Tocheri jako Hiker

- Allie White jako Allie Slater

- Steven Yaffee jako Eli Truscott

## Seznam dílů

### První řada (2018)
| Č. v seriálu | Č. v řadě | Původní název                    | Český název            | Režie          | Scénář                          | Premiéra v Kanadě | Premiéra v ČR   |
| ------------ | --------- | -------------------------------- | ---------------------- | -------------- | ------------------------------- | ----------------- | --------------- |
| 1            | 1         | Koji the Killer                  | Zabiják Koj            | Scott Smith    | Garry Campbell                  | 15. května 2018   | 11. dubna 2018  |
| 2            | 2         | The Astronaut & The Lion King    | Kosmonaut a lví král   | James Dunnison | Garry Campbell a Ken Cuperus    | 22. května 2018   | 18. dubna 2018  |
| 3            | 3         | The Farmhand Who Bought the Farm | Pomocník, co to koupil | Scott Smith    | Garry Campbell a Jenn Engels    | 29. května 2018   | 25. dubna 2018  |
| 4            | 4         | Harley's Got a Gun               | Harley má zbraň        | Scott Smith    | Larry Bambrick a Garry Campbell | 5. června 2018    | 2. května 2018  |
| 5            | 5         | Pig, Man, Lion                   | Prodaná svatyně        | James Dunnison | Garry Campbell a Wil Zmak       | 12. června 2018   | 9. května 2018  |
| 6            | 6         | The Flood                        | Povodeň                | Scott Smith    | Garry Campbell                  | 19. června 2018   | 16. května 2018 |
| 7            | 7         | Kiki-Loki                        | Kiki-Loki              | Gail Harvey    | Larry Bambrick a Garry Campbell | 26. června 2018   | 23. května 2018 |
| 8            | 8         | Voiceover                        | Voiceover              | Rich Newey     | Garry Campbell a Wil Zmak       | 3. července 2018  | 30. května 2018 |
| 9            | 9         | Happy Campers                    | Šťastní táborníci      | Gail Harvey    | Garry Campbell a Jenn Engels    | 10. července 2018 | 6. června 2018  |
| 10           | 10        | The Ring                         | Prsten                 | Rich Newey     | Garry Campbell                  | 17. července 2018 | 13. června 2018 |